# NGC 4528
NGC 4528 is een lensvormig sterrenstelsel in het sterrenbeeld Maagd. Het hemelobject werd op 15 maart 1784 ontdekt door de Duits-Britse astronoom William Herschel.

## Synoniemen
- UGC 7722
- MCG 2-32-140
- ZWG 70.172
- VCC 1537
- PGC 41781